# American Society for Mass Spectrometry

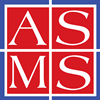
Logo de la organización

American Society for Mass Spectrometry (ASMS) o Sociedad Americana de Espectrometría de Masas es una asociación profesional con base en los Estados Unidos de América para apoyar el desarrollo del área científica de la espectrometría de masas. En 2019, la sociedad cuenta con aproximadamente 10.000 miembros, principalmente de los Estados Unidos, pero también de todo el mundo.  La sociedad organizada una reunión anual grande, típicamente a finales de mayo o inicio de junio, así como otras conferencias temáticas y talleres. La sociedad pública la revista científica llamada “the Journal of the American Society for Mass Spectrometry”.
La sociedad reconoce los logros Y fomenta la investigación académica por medio de cuatro premios anuales. La Medalla Biemann y el Premio John Fenn a una Contribución Distinguida en Espectrometría de Masas, se entregan en reconocimiento a logros distintivos o contribuciones en espectrometría de masas fundamental o aplicada. La Medalla Biemann se otorga a individuos en una etapa temprana de sus carreras. El Premio Ronald A. Hites se entrega por investigación original extraordinaria demostrada en artículos publicados en la revista de la Sociedad Americana de Espectrometría de Masas. El premio de investigación (Research Award) se entrega a jóvenes científicos en espectrometría de masas, con base en una evaluación de sus propuestas de investigación.

## Publicaciones
- Journal of the American Society for Mass Spectrometry
- Measuring Mass: From Positive Rays to Proteins[3]

## Conferencias
La Sociedad realiza una conferencia anual a finales de mayo o principios de junio así como conferencias temáticas (en Asilomar State Beach en California y Sanibel Island en Florida) Y un Taller de otoño que se enfoca en un tema específico. Las conferencias en Espectrometría de Masas y Temas relacionados se han venido realizando desde 1953.